# Gabriela Pando
Gabriela Pando nadimka La Colo (?, 9. ožujka 1970. – ? 13. veljače, 2024.) bila je argentinska hokejašica na travi. Igrala je na položaju napadačice.
U karijeri je nastupala za klubove Lomas Athletic i Monte Grande Rugby Club.
Svojim igrama je izborila mjesto u argentinskoj izabranoj vrsti, za koju je nastupala od 1990. do 1998.
1992. je dobila srebrnu nagradu Olimpia kao najbolja hokejašica za tu godinu.

## Sudjelovanja na velikim natjecanjima
- 1994.: Dublin: SP, srebro
- 1995.: Mar del Plata: Panameričke igre, zlato
- 1995.: Mar del Plata: Trofej prvakinja, 6.
- 1995.: Kaapstad: izlučni turnir za OI 1996., 4.
- 1996.: Atlanta: OI, 7.
- 1998.: Utrecht; SP, 4.

## Vanjske poveznice
- (šp.) "Un merecido adiós", Simplemente hockey.